# Adolfo Baloncieri
Adolfo Baloncieri (27. července 1897, Castelceriolo Italské království – 23. července 1986, Janov Itálie) byl italský fotbalový záložník a později i trenér. Patřil mezi nejlepšími hráče v raných dobách fotbalu. Byl posledním přeživším z fotbalové sestavy z OH 1920.

## Fotbalová kariéra
Svůj debut odehrál již v 17 letech za Alessandrii 28. března 1915 proti Milánu (0:0). V roce 2010 novinář Ugo Boccassi posunul datum debutu na 6. prosince 1914 proti Andrea Doria (2:2). S klubem obsadil nejlépe 2. místo ve své skupině (1921/22, 1922/23).
Ačkoli byl nyní považován za symbol klubu Alessandrie, podle několika zdrojů kolem roku 1925 byl jeho vztah s klubem špatný. A tak byl na tehdejší dobu za 70 000 lir prodán do Turína. Vztah s vedením a fanoušky Alessandrie by byl znovu spojen až v roce 1929, kdy v přátelském utkání na novém stadionu Hardturm v Curychu souhlasil, že bude znovu nosit dres Alessandrie
V Turíně vytvořil s Libonattim a Rossettim trio zvané Tria delle Meraviglie. Díky jeho koupi se býci stali mistři ligy v sezoně 1926/27, jenže byl jim odebrán za podplácení. Titul slavil až v příští sezoně 1927/28. Dne 5. února 1928 vstřelil v jednom utkání sedm branek Reggianě (14:0), což je rekord, který se v klubu nepřekonal. Celkem za býky nastřílel 100 branek. V žebříčku všech střelců je na devátém místě. Barvy turínského klubu nosil až do konce své kariéry v roce 1932.
První utkání za reprezentaci odehrál v roce 1920 proti Nizozemsku (1:1). Dlouho byl jejím kapitánem a vedl ji 28 utkání. Celkem odehrál 47 utkání a vstřelil 25 branek.
Vrcholem jeho desetileté herní činnosti v národním týmu byla OH 1928, kde získal bronzovou medaili. Byla to třetí a poslední, které se zúčastnil. Do roku 1960 byl jediný, kdo skóroval ve třech po sobě jdoucích olympijských hrách.

## Trenérská kariéra
Debutoval v roce 1932 v klubu Comense ve druhé lize a obsadil dobré 6. místo. Dokonce musel i třikrát nastoupit na hřiště jako hráč. V sezonu 1934/35 nastoupil na lavičku klubu AC Milán a zůstal do listopadu 1936 kdy jej propustili. Poté trénoval Novaru, Ligurii a Neapol. Až v sezoně 1940/41 uspěl v Ligurii, když slavili postup do nejvyšší ligy.
Nejlepší umístění v nejvyšší lize zaznamenal v sezoně 1945/46 s klubem AC Milán. Bylo to 3. místo. Poté odešel na jednu sezonu do švýcarského klubu FC Chiasso. Poté se vrátil do Itálie, kde trénoval 3 sezony Sampdorii. Trenérskou kariéru zakončil v roce 1962 v klubu FC Chiasso, kde slavil vítězství ve 2. lize.

## Hráčská statistika
| Sezóna  | Klub        | Liga      | Liga   | Liga | Ligové poháry | Ligové poháry | Ligové poháry | Kontinentální poháry | Kontinentální poháry | Kontinentální poháry | Celkem | Celkem |
| Sezóna  | Klub        | Soutěž    | Zápasy | Góly | Soutěž        | Zápasy        | Góly          | Soutěž               | Zápasy               | Góly                 | Zápasy | Góly   |
| ------- | ----------- | --------- | ------ | ---- | ------------- | ------------- | ------------- | -------------------- | -------------------- | -------------------- | ------ | ------ |
| 1914/15 | Alessandria | 1. Divize | 2      | 0    | -             | 0             | 0             | -                    | 0                    | 0                    | 2      | 0      |
| 1919/20 | Alessandria | 1. Divize | 20     | 12   | -             | 0             | 0             | -                    | 0                    | 0                    | 20     | 12     |
| 1920/21 | Alessandria | 1. Divize | 16     | 12   | -             | 0             | 0             | -                    | 0                    | 0                    | 16     | 12     |
| 1921/22 | Alessandria | 1. Divize | 21     | 15   | -             | 0             | 0             | -                    | 0                    | 0                    | 21     | 15     |
| 1922/23 | Alessandria | 1. Divize | 22     | 11   | -             | 0             | 0             | -                    | 0                    | 0                    | 22     | 11     |
| 1923/24 | Alessandria | 1. Divize | 21     | 13   | -             | 0             | 0             | -                    | 0                    | 0                    | 21     | 13     |
| 1924/25 | Alessandria | 1. Divize | 20     | 12   | -             | 0             | 0             | -                    | 0                    | 0                    | 20     | 12     |
| 1925/26 | Turín       | 1. Divize | 22     | 20   | -             | 0             | 0             | -                    | 0                    | 0                    | 22     | 20     |
| 1926/27 | Turín       | 1. Divize | 27     | 17   | IP            | 2             | 4             | -                    | 0                    | 0                    | 29     | 21     |
| 1927/28 | Turín       | 1. Divize | 34     | 31   | -             | 0             | 0             | -                    | 0                    | 0                    | 34     | 31     |
| 1928/29 | Turín       | 1. Divize | 28     | 13   | -             | 0             | 0             | -                    | 0                    | 0                    | 28     | 13     |
| 1929/30 | Turín       | Serie A   | 32     | 10   | -             | 0             | 0             | -                    | 0                    | 0                    | 32     | 10     |
| 1930/31 | Turín       | Serie A   | 30     | 4    | -             | 0             | 0             | -                    | 0                    | 0                    | 30     | 4      |
| 1931/32 | Turín       | Serie A   | 19     | 2    | -             | 0             | 0             | -                    | 0                    | 0                    | 19     | 2      |
| 1932/33 | Comenese    | Serie B   | 3      | 0    | -             | 0             | 0             | -                    | 0                    | 0                    | 3      | 0      |
| Celkem  | Celkem      | Celkem    | 317    | 172  | -             | 2             | 4             | -                    | 0                    | 0                    | 319    | 176    |

## Hráčské úspěchy

### Klubové
- 1× vítěz italské ligy (1927/28)

### Reprezentační
- 1x na MP (1927-1930 - zlato)
- 3x na OH (1920, 1924, 1928 - bronz)

## Trenérská statistika
| Sezóna           | Klub             | Liga             | Liga   | Liga  | Liga   | Liga   | Liga              | Ligové poháry | Ligové poháry | Ligové poháry | Ligové poháry | Ligové poháry | Ligové poháry | Kontinentální poháry | Kontinentální poháry | Kontinentální poháry | Kontinentální poháry | Kontinentální poháry | Kontinentální poháry | Celkem | Celkem | Celkem | Celkem |
| Sezóna           | Klub             | Soutěž           | Zápasy | Výhry | Remízy | Prohry | Umístění          | Soutěž        | Zápasy        | Výhry         | Remízy        | Prohry        | Úspěch        | Soutěž               | Zápasy               | Výhry                | Remízy               | Prohry               | Úspěch               | Zápasy | Výhry  | Remízy | Prohry |
| ---------------- | ---------------- | ---------------- | ------ | ----- | ------ | ------ | ----------------- | ------------- | ------------- | ------------- | ------------- | ------------- | ------------- | -------------------- | -------------------- | -------------------- | -------------------- | -------------------- | -------------------- | ------ | ------ | ------ | ------ |
| 1932/33          | Comense          | Serie B          | 32     | 15    | 4      | 13     | 6. místo          | -             | 0             | 0             | 0             | 0             | -             | -                    | 0                    | 0                    | 0                    | 0                    | -                    | 32     | 15     | 4      | 13     |
| 1933/34          | Comense          | Serie B          | 24     | 12    | 4      | 8      | 4. místo          | -             | 0             | 0             | 0             | 0             | -             | -                    | 0                    | 0                    | 0                    | 0                    | -                    | 24     | 12     | 4      | 8      |
| 1934/35          | Milán            | Serie A          | 30     | 8     | 11     | 11     | 10. místo         | -             | 0             | 0             | 0             | 0             | -             | -                    | 0                    | 0                    | 0                    | 0                    | -                    | 30     | 8      | 11     | 11     |
| 1935/36          | Milán            | Serie A          | 30     | 10    | 8      | 12     | 8. místo          | IP            | 4             | 3             | 0             | 1             | -             | -                    | 0                    | 0                    | 0                    | 0                    | -                    | 34     | 13     | 8      | 13     |
| 1936             | Milán            | Serie A          | 10     | 3     | 4      | 3      | propuštěn v lis.  | -             | 0             | 0             | 0             | 0             | -             | -                    | 0                    | 0                    | 0                    | 0                    | -                    | 10     | 3      | 4      | 3      |
| 1936/37          | Novara           | Serie A          | 20     | 6     | 4      | 10     | 15. místo         | IP            | 1             | 0             | 0             | 1             | -             | -                    | 0                    | 0                    | 0                    | 0                    | -                    | 21     | 6      | 4      | 11     |
| 1937/38          | Liguria          | Serie A          | 30     | 8     | 8      | 14     | 11. místo         | IP            | 4             | 1             | 2             | 1             | -             | -                    | 0                    | 0                    | 0                    | 0                    | -                    | 34     | 9      | 10     | 15     |
| 1938/39          | Liguria          | Serie A          | 30     | 12    | 7      | 11     | 6. místo          | IP            | 1             | 0             | 0             | 1             | -             | -                    | 0                    | 0                    | 0                    | 0                    | -                    | 31     | 12     | 7      | 12     |
| 1939/40          | Neapol           | Serie A          | 21     | 5     | 4      | 12     | propuštěn v úno.  | IP            | 1             | 1             | 0             | 0             | -             | -                    | 0                    | 0                    | 0                    | 0                    | -                    | 22     | 6      | 4      | 12     |
| 1940/41          | Liguria          | Serie B          | 34     | 22    | 5      | 7      | 1. místo (postup) | IP            | 3             | 2             | 0             | 1             | -             | -                    | 0                    | 0                    | 0                    | 0                    | -                    | 37     | 24     | 5      | 8      |
| 1941/42          | Liguria          | Serie A          | 30     | 10    | 7      | 13     | 11. místo         | IP            | 1             | 0             | 0             | 1             | -             | -                    | 0                    | 0                    | 0                    | 0                    | -                    | 31     | 10     | 7      | 14     |
| 1942/43          | Alessandria      | Serie B          | 32     | 11    | 6      | 15     | 11. místo         | IP            | 1             | 0             | 0             | 1             | -             | -                    | 0                    | 0                    | 0                    | 0                    | -                    | 33     | 11     | 6      | 16     |
| 1945/46          | Milán            | 1. Divize        | 42     | 20    | 9      | 13     | Bronzová medaile  | -             | 0             | 0             | 0             | 0             | -             | -                    | 0                    | 0                    | 0                    | 0                    | -                    | 42     | 20     | 9      | 13     |
| 1947/48          | Sampdoria        | Serie A          | 40     | 13    | 10     | 17     | 14. místo         | -             | 0             | 0             | 0             | 0             | -             | -                    | 0                    | 0                    | 0                    | 0                    | -                    | 40     | 13     | 10     | 17     |
| 1948/49          | Sampdoria        | Serie A          | 38     | 16    | 9      | 13     | 5. místo          | -             | 0             | 0             | 0             | 0             | -             | -                    | 0                    | 0                    | 0                    | 0                    | -                    | 38     | 16     | 9      | 13     |
| 1949/50          | Sampdoria        | Serie A          | 38     | 13    | 7      | 18     | 13. místo         | -             | 0             | 0             | 0             | 0             | -             | -                    | 0                    | 0                    | 0                    | 0                    | -                    | 38     | 13     | 7      | 18     |
| 1950             | AS Řím           | Serie A          | 15     | 2     | 4      | 9      | propuštěn v pro.  | -             | 0             | 0             | 0             | 0             | -             | -                    | 0                    | 0                    | 0                    | 0                    | -                    | 15     | 2      | 4      | 9      |
| 1954             | Palermo          | Serie B          | 5      | 1     | 1      | 3      | propuštěn v říj.  | -             | 0             | 0             | 0             | 0             | -             | -                    | 0                    | 0                    | 0                    | 0                    | -                    | 5      | 1      | 1      | 3      |
| 1958             | Sampdoria        | Serie A          | 13     | 5     | 4      | 4      | 12. místo         | -             | 0             | 0             | 0             | 0             | -             | -                    | 0                    | 0                    | 0                    | 0                    | -                    | 13     | 5      | 4      | 4      |
| Celkově v Itálii | Celkově v Itálii | Celkově v Itálii | 514    | 212   | 116    | 206    | -                 | -             | 16            | 7             | 2             | 7             | -             | -                    | 0                    | 0                    | 0                    | 0                    | -                    | 530    | 219    | 118    | 213    |

## Trenérské úspěchy

### Klubové
- 1× vítěz 2. italské ligy (1940/41)
- 1× vítěz 2. švýcarské ligy (1961/62)